# Јелена Белевска
Јелена Васиљевна Белевска (рус. Елена Васильевна Белевская, Јевпаторија, 11. октобар 1963) била је совјетска, атлетичарка, специјалиста за скок удаљ. После распада СССР 1992. узела је белоруско држављанство, али се више није такмичила.

## Спортска биографија
Године 1987, освојила је бронзану медаљу на Светском првенству у дворани, а сребрну на Светском првенству на отвореном у Риму. Исте године, 18. јула у Брјанску скочила је 7,39 м, што је шести резултат скока удаљ свих времена.
Годину дана касније, на Летњим олимпијским играма 1988. године, завршила је као четврта.

## Значајнији резултати
| Год   | Такмичење                    | Место         | Пласман | Резултат | Бел. |
| ----- | ---------------------------- | ------------- | ------- | -------- | ---- |
| 1986. | Игре добре воље              | Москва        | 2.      | 7,17 м   |      |
| 1986. | Европско првенство           | Штутгарт      | 7.      | 6,52 м   |      |
| 1987. | Европско првенство у дворани | Лијевен       |         | 6,76 м   |      |
| 1987. | Светско првенство у дворани  | Индијанаполис |         | 6,76 м   |      |
| 1987. | Светско првенство            | Рим           |         | 7,14 м   |      |
| 1988. | Олимпијске игре              | Сеул          | 4.      | 7,04 м   |      |
| 1991. | Светско првенство            | Токио         | 8.      | 6,69 м   |      |